# Drummond–Bois-Francs
Pour les articles homonymes, voir Drummond et Bois-Franc.
Circonscription électorale provinciale du Canada
Drummond–Bois-Francs est une circonscription électorale provinciale du Québec. Elle fait partie de la région administrative du Centre-du-Québec. 

## Historique
La circonscription de Drummond–Bois-Francs a été créée lors de l'adoption de la carte électorale de 2011. Elle comprend des portions des anciennes circonscriptions de Drummond et Nicolet-Yamaska ainsi que des circonscriptions de Richmond et Arthabaska dans leurs anciennes limites.

## Territoire et limites
Depuis 2011, le territoire est constitué d'une partie de Drummondville (à partir du nord-est du boulevard Saint-Joseph) et des municipalités suivantes :
- Chesterville
- Ham-Nord
- Kingsey Falls
- Notre-Dame-de-Ham
- Notre-Dame-du-Bon-Conseil (village)
- Notre-Dame-du-Bon-Conseil (paroisse)
- Saint-Albert
- Sainte-Clotilde-de-Horton
- Saint-Cyrille-de-Wendover
- Sainte-Élizabeth-de-Warwick
- Saint-Félix-de-Kingsey
- Sainte-Hélène-de-Chester
- Saint-Lucien
- Saints-Martyrs-Canadiens
- Saint-Rémi-de-Tingwick
- Saint-Samuel
- Sainte-Séraphine
- Tingwick
- Warwick

## Liste des députés
| Législature                                                                         | Années       | Député | Député                 | Parti            |
| ----------------------------------------------------------------------------------- | ------------ | ------ | ---------------------- | ---------------- |
| Drummond–Bois-Francs Créée depuis Arthabaska, Drummond, Nicolet-Yamaska et Richmond |              |        |                        |                  |
| 40e                                                                                 | 2012–2014    |        | Sebastien Schneeberger | Coalition avenir |
| 41e                                                                                 | 2014–2018    |        | Sebastien Schneeberger | Coalition avenir |
| 42e                                                                                 | 2018–2022    |        | Sebastien Schneeberger | Coalition avenir |
| 43e                                                                                 | 2022–présent |        | Sebastien Schneeberger | Coalition avenir |

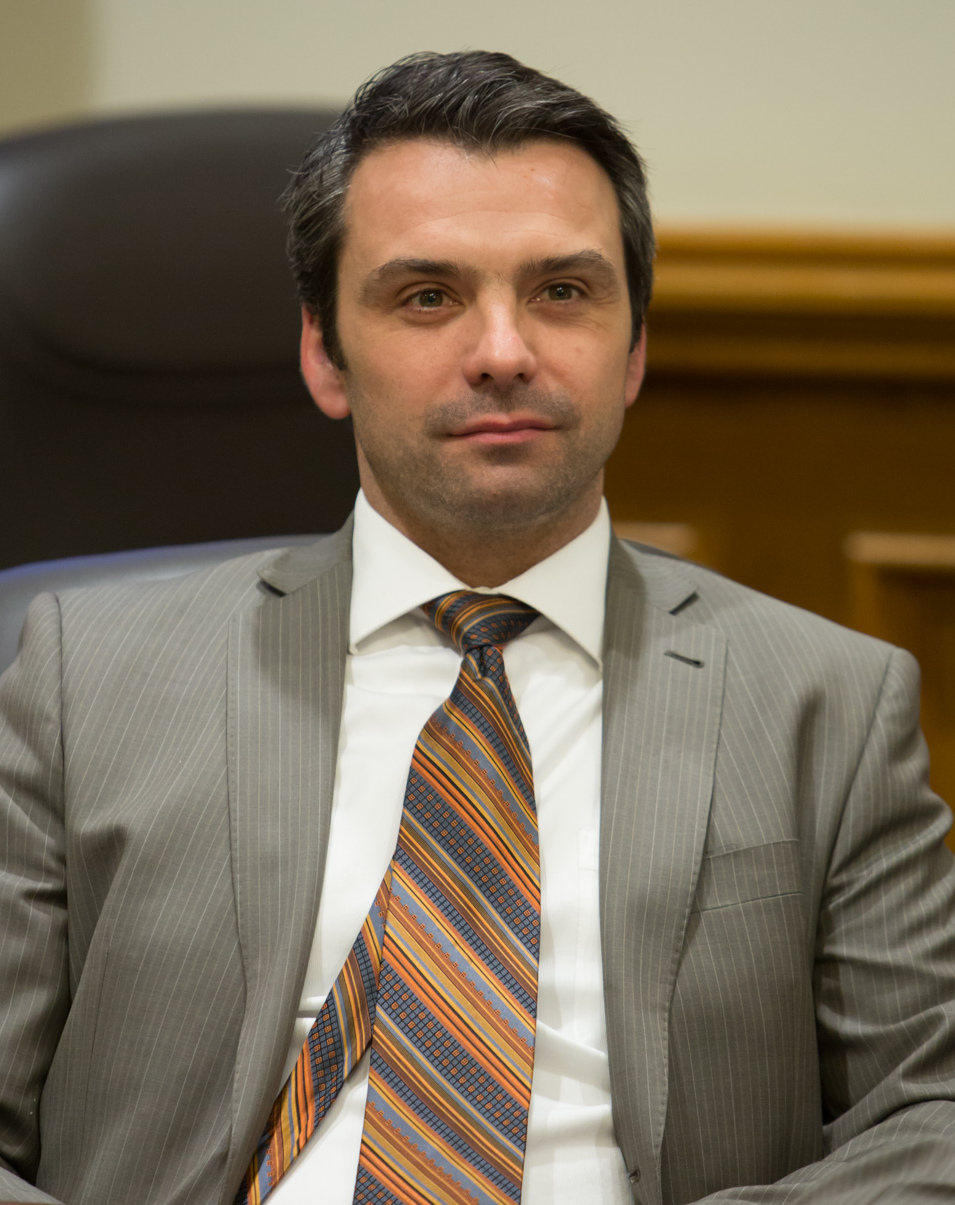
Sebastien Schneeberger est député de Drummond-Bois-Francs depuis 2012 pour la Coalition Avenir Québec.

## Résultats électoraux
|                                                                                               | Nom                              | Parti              | Nombre de voix | %      | Maj.   |
| --------------------------------------------------------------------------------------------- | -------------------------------- | ------------------ | -------------- | ------ | ------ |
|                                                                                               | Sébastien Schneeberger (sortant) | Coalition avenir   | 18 747         | 51,6 % | 12 433 |
|                                                                                               | Myriam Cournoyer                 | Conservateur       | 6 314          | 17,4 % | -      |
|                                                                                               | Emrick Couture-Picard            | Parti québécois    | 5 462          | 15 %   | -      |
|                                                                                               | Tony Martel                      | Québec solidaire   | 3 866          | 10,6 % | -      |
|                                                                                               | Pierre Poirier                   | Libéral            | 1 455          | 4 %    | -      |
|                                                                                               | Marco Beauchesne                 | Vert               | 367            | 1 %    | -      |
|                                                                                               | Steve Therion                    | Équipe autonomiste | 91             | 0,3 %  | -      |
| Total                                                                                         | Total                            | Total              | 36 302         | 100 %  |        |
| Le taux de participation lors de l'élection était de 69,6 % et 641 bulletins ont été rejetés. |                                  |                    |                |        |        |

|                                                                                               | Nom                              | Parti              | Nombre de voix | %      | Maj.   |
| --------------------------------------------------------------------------------------------- | -------------------------------- | ------------------ | -------------- | ------ | ------ |
|                                                                                               | Sébastien Schneeberger (sortant) | Coalition avenir   | 19 577         | 56,3 % | 14 356 |
|                                                                                               | Lannïck Dinard                   | Québec solidaire   | 5 221          | 15 %   | -      |
|                                                                                               | Kevin Deland                     | Libéral            | 4 527          | 13 %   | -      |
|                                                                                               | Diane Roy                        | Parti québécois    | 4 360          | 12,5 % | -      |
|                                                                                               | Francois Picard                  | Conservateur       | 733            | 2,1 %  | -      |
|                                                                                               | Sylvain Marcoux                  | Indépendant        | 250            | 0,7 %  | -      |
|                                                                                               | Steve Therion                    | Équipe autonomiste | 106            | 0,3 %  | -      |
| Total                                                                                         | Total                            | Total              | 34 774         | 100 %  |        |
| Le taux de participation lors de l'élection était de 68,8 % et 798 bulletins ont été rejetés. |                                  |                    |                |        |        |

|                                                                                               | Nom                              | Parti            | Nombre de voix | %      | Maj.  |
| --------------------------------------------------------------------------------------------- | -------------------------------- | ---------------- | -------------- | ------ | ----- |
|                                                                                               | Sébastien Schneeberger (sortant) | Coalition avenir | 13 600         | 39,9 % | 4 642 |
|                                                                                               | Daniel Lebel                     | Parti québécois  | 8 958          | 26,3 % | -     |
|                                                                                               | Isabelle Chabot                  | Libéral          | 8 595          | 25,2 % | -     |
|                                                                                               | Francis Soulard                  | Québec solidaire | 2 116          | 6,2 %  | -     |
|                                                                                               | Frédéric Bélanger                | Parti nul        | 361            | 1,1 %  | -     |
|                                                                                               | François Picard                  | Conservateur     | 285            | 0,8 %  | -     |
|                                                                                               | Alexandre Phénix                 | Option nationale | 155            | 0,5 %  | -     |
| Total                                                                                         | Total                            | Total            | 34 070         | 100 %  |       |
| Le taux de participation lors de l'élection était de 69,2 % et 575 bulletins ont été rejetés. |                                  |                  |                |        |       |

|                                                                                               | Nom                    | Parti            | Nombre de voix | %      | Maj.  |
| --------------------------------------------------------------------------------------------- | ---------------------- | ---------------- | -------------- | ------ | ----- |
|                                                                                               | Sébastien Schneeberger | Coalition avenir | 13 879         | 37,6 % | 2 505 |
|                                                                                               | Annie Jean             | Parti québécois  | 11 374         | 30,8 % | -     |
|                                                                                               | Marie Désilets         | Libéral          | 8 230          | 22,3 % | -     |
|                                                                                               | Francis Soulard        | Québec solidaire | 1 607          | 4,4 %  | -     |
|                                                                                               | Martin Allard          | Option nationale | 950            | 2,6 %  | -     |
|                                                                                               | François Picard        | Conservateur     | 421            | 1,1 %  | -     |
|                                                                                               | Pierre Hébert          | Indépendant      | 355            | 1 %    | -     |
|                                                                                               | Robert Dufour          | Unité nationale  | 107            | 0,3 %  | -     |
| Total                                                                                         | Total                  | Total            | 36 923         | 100 %  |       |
| Le taux de participation lors de l'élection était de 75,6 % et 577 bulletins ont été rejetés. |                        |                  |                |        |       |